# Henry Meiggs

Henry Meiggs

Henry Meiggs (in Südamerika als Enrique Meiggs bekannt, * 7. Juli 1811 in Catskill, New York; † 30. September 1877 in Lima) war ein US-amerikanischer Unternehmer und betrügerischer Finanzjongleur. Er wurde als Gründer von Meiggsville bekannt – dem heutigen Mendocino.

## Leben
Nach mehreren Versuchen, seinen Lebensunterhalt mit Holzhandel in New York City zu verdienen, zog Meiggs während des Goldrauschs nach San Francisco und begann dort 1849 den Handel mit Immobilien, insbesondere im heutigen historischen Hafenbereich (Meiggs Wharf und Fishermans Wharf).
1854 ging Meiggs nach Südamerika und baute Eisenbahnen in Peru und den angrenzenden Ländern. 1869 schloss die peruanische Regierung mit ihm den Vertrag zum Bau der Peruanischen Zentralbahn. Sie ist die bekanntesten unter den Bahnstrecken, die Meiggs bauen ließ, denn sie war über hundert Jahre lang die höchstgelegene normalspurige Bahnstrecke weltweit. 
Die gerichtliche Klärung seiner obskuren Immobiliengeschäfte dauerte mehr als hundert Jahre.

## Ehrungen
Nach Enrique Meiggs sind zahlreiche Straßen in Peru benannt, unter anderem in Lima, Callao, Chimbote und Juliaca.